# Marek Hendzel
Marek Hendzel (ur. 27 grudnia 1969) – polski piłkarz, trener.

## Kariera
Występował na pozycji obrońcy tzw. „stopera”. W przerwie zimowej sezonu 1988/1989 przeszedł z Igloopolu Dębica do III-ligowej Stali Sanok, która w edycji 1988/1989 nie utrzymała się w rozgrywkach. W Stali Sanok grał nadał w sezonach IV ligi regionalnej rzeszowskiej 1989/1990, III ligi makroregionalnej 1990/1991, w trakcie którego w spotkaniu wyjazdowym z Cracovią 9 czerwca 1991 zdobył gola z ponad 30 metrów trafiając w tzw. „okienko” bramki (Stal przegrała 3:2), a tydzień później w ostatnim meczu sezonu także zdobył gola z Wawelem Kraków, kończąc ze Stalą rozgrywki na szóstym miejscu w III lidze.
W barwach Igloopolu występował w I lidze edycji 1991/1992, w której wystąpił w 24 z 34 meczów oraz zdobył jednego z 14 goli drużyny, która zajęła ostatnie miejsce i została zdegradowana. Później ponownie grał w Stali Sanok w III lidze edycji 1994/1995 (runda wiosenna), 1995/1996 i 1996/1997. Od 1998 do 2001 był zawodnikiem Rzemieślnika Pilzno. Występował także w drużynach Błękitni Ropczyce, Lechia Sędziszów Małopolski, Bieszczady Ustrzyki Dolne.
Po zakończeniu kariery zawodniczej został trenerem. Prowadził zespoły Bieszczady Ustrzyki Dolne, Pogórze Wielopole Skrzyńskie, Błękitni Ropczyce, w rundzie wiosennej 2004/2005 Kolbuszowianka Kolbuszowa. Pracował także w macierzystym Igloopolu Dębica, będąc trenerem drużyn młodzieżowych, zaś od początku listopada 2009 do lipca 2010 był szkoleniowcem zespołu seniorskiego w sezonie IV lidze podkarpackiej 2009/2010, w którym Igloopol doznał spadku.